# 俄何燒戈
俄何燒戈，小説《三国演義》登场的羌族武将。正史上餓何、燒戈是两个人物。

## 三国演義
蜀漢姜維北伐，邀请迷當大王援軍，迷当派俄何燒戈率兵五万，攻打魏軍。魏军陳泰诈降，引俄何燒戈劫营，被郭淮、陈泰包围而不能脱，遂自刎而死。

## 兩人生平

### 餓何
餓何（？—247年）中国三国時代隴西郡、南安郡、金城郡、西平郡等地羌族首領。一作俄何。正始八年（247年），餓何、燒戈、伐同、蛾遮塞、治無戴同時起兵反对曹魏，攻打魏國城邑。联络蜀漢姜維一起攻打曹魏。魏将郭淮以讨蜀护军夏侯霸率领诸军屯守为翅，郭淮军刚到狄道，诸将认为应该先讨定枹罕，内平羌人，外挫蜀谋。郭淮认为姜维一定来攻夏侯霸，于是入沨中，转而南迎夏侯霸。姜维攻打为翅，郭淮军到达，姜维退军。郭淮进讨羌人，斩杀饿何、烧戈。

### 燒戈
燒戈（？—247年）中国三国時代隴西郡、南安郡、金城郡、西平郡等地羌族首領。与餓何同時起兵反对曹魏，被郭淮击敗，和餓何一起被斬殺。餓何、燒戈大軍降魏者以万计。正史没有记载陳泰参与这场战役，迷当的活動时间在之前的240年。